# باشگاه فوتبال باروو تاون
باشگاه فوتبال باروو تاون (به انگلیسی: Barrow Town Football Club) یک باشگاه فوتبال در شهر بارو آپن سور، کشور انگلستان است که در سال ۱۹۰۱ میلادی تأسیس شده است.